# Parkland (film)
Parkland è un film del 2013 scritto e diretto da Peter Landesman.
Il film è stato presentato in concorso alla 70ª Mostra internazionale d'arte cinematografica di Venezia e successivamente al Toronto International Film Festival.

## Trama
Con un cast corale, il film racconta gli eventi che si verificarono a Dallas il 22 novembre 1963 nelle ore immediatamente successive all'assassinio di John Fitzgerald Kennedy, dal punto di vista di persone ordinarie improvvisamente trasportate in circostanze straordinarie: i medici e gli infermieri del Parkland Memorial Hospital; un cineoperatore amatoriale, Abraham Zapruder, che filmò l'assassinio; gli agenti della CIA e quelli dell'FBI che incontrarono Lee Harvey Oswald prima della sparatoria; il fratello di Oswald, che deve vedersela con le conseguenze per la sua famiglia di quanto viene addebitato al fratello; gli agenti del servizio di sicurezza di Kennedy e della consorte Jacqueline, testimoni sia della morte del presidente che dell'ascesa al potere del suo vice, Lyndon B. Johnson.

## Produzione
Il film segna l'esordio alla regia del giornalista e scrittore Peter Landesman, basandosi sul libro Reclaiming History: The Assassination of President John F. Kennedy, scritto dall'ex procuratore Vincent Bugliosi.
Con un budget che si aggira attorno ai 10 milioni di dollari, le riprese del film hanno avuto luogo interamente a Austin, Texas dal gennaio 2013.

## Distribuzione
Il primo trailer del film è stato diffuso online il 21 agosto 2013, a pochi giorni dall'inizio della kermesse veneziana. Fu distribuito nelle sale statunitensi dal 4 ottobre 2013 nelle settimane precedenti il 50º anniversario della morte di John Fitzgerald Kennedy.

Il 22 novembre 2013, in occasione dei cinquant'anni dalla morte di Kennedy, il film fu trasmesso da Rai 3.